# 294-та піхотна дивізія (Третій Рейх)
294-та піхотна дивізія (Третій Рейх) (нім. 294. Infanterie-Division) — піхотна дивізія Вермахту за часів Другої світової війни.

## Історія
294-та піхотна дивізія була сформована 6 лютого 1940 в Дебельні в IV-му військовому окрузі (нім. Wehrkreis IV) під час 8-ї хвилі мобілізації Вермахту.

## Райони бойових дій
- Німеччина (лютий — травень 1940);
- Бельгія, Франція (травень 1940 — березень 1941);
- Югославія (квітень — червень 1941);
- СРСР (південний напрямок) (червень 1941 — серпень 1944).

## Командування

### Командири
- генерал-майор, з 1 лютого 1941 генерал-лейтенант Отто Габке (нім. Otto Gabcke) (13 лютого 1940 — 22 березня 1942);
- оберст, з 1 вересня 1942 генерал-майор, з 21 січня 1943 генерал-лейтенант Йоганнес Блок (нім. Johannes Block) (22 березня 1942 — 12 серпня 1943);
- оберст, з 1 грудня 1943 генерал-майор Герман Френкінг (нім. Hermann Frenking) (12 серпня — 24 грудня 1943);
- оберст, з 1 березня 1944 генерал-майор Вернер фон Айхштедт (нім. Werner von Eichstädt) (24 грудня 1943 — 26 серпня 1944).

## Нагороджені дивізії
Нагороджені дивізії
Нагороджені Сертифікатом Пошани Головнокомандувача Сухопутних військ для військових формувань Вермахту за збитий літак противника
- 24 вересня 1942 — штабна рота 515-го піхотного полку за дії 15 червня 1942 (211);
- 1 листопада 1943 — II-й гренадерський батальйон 515-го гренадерського полку за дії 26 липня 1943 (413).

|  | Кавалери Золотого Німецького Хреста                                                                        | 28                                                                                             |
|  | Кавалери Лицарського хреста Залізного хреста з Дубовим листям                                              | 2 (№ 210 унтер-офіцер Георг Річер — 14.03.1943 № 331 генерал-майор Йоганнес Блок — 22.11.1943) |
|  | Кавалери Лицарського хреста Залізного хреста                                                               | 9                                                                                              |
|  | Кавалери Почесної відзнаки сухопутних військ «Почесна застібка на орденську стрічку для Сухопутних військ» | 5                                                                                              |

- Нагороджені Сертифікатом Пошани Головнокомандувача Сухопутних військ за збитий літак противника (1).